# فرودگاه رود کامیشن
فرودگاه رود کامیشن (به انگلیسی: Road Commission Airport) (به زبان بومی: Road Commission Nr 1 Airport) یک فرودگاه همگانی بهره‌برداری هوایی است که یک باند فرود شن و خاک دارد و طول باند آن ۳۰۵ متر است. این فرودگاه در کشور ایالات متحده آمریکا قرار دارد و در ارتفاع ۷۷۰ متری از سطح دریا واقع شده است.